# Vesuv (Automarke)
Vesuv war eine deutsche Automarke.

## Unternehmensgeschichte
Das Unternehmen von Alfred Hupfeld, das seinen Namen trug, begann 1899 in Kassel mit der Produktion von Automobilen. Der Markenname lautete Vesuv. 1901 endete die Produktion. Eine andere Quelle nennt 1900 als Gründungs- und als Auflösungsdatum.

## Fahrzeuge
Im Angebot standen Motorwagen mit drei und mit vier Rädern. Die Fahrzeuge boten Platz für zwei Personen.
Laut einer Anzeige des Unternehmens leistete beim Dreirad, dessen Einzelrad sich im Heck befand, der wassergekühlte Motor 4 PS und verfügte über eine elektrische Zündung.
Eine weitere Quelle bestätigt den Dreiradwagen für das Jahr 1900.